# Tony van Dorp
Tony van Dorp (Giacarta, 25 giugno 1936 – Huntington Beach, 24 novembre 2010) è stato un pallanuotista statunitense, fino al 1963 olandese.

## Biografia
Dal 1954 al 1963, ha fatto parte dei Paesi Bassi, poi si è trasferito negli Stati Uniti, dove ha preso la cittadinanza ed ha partecipato, come membro del Stati Uniti, alle Olimpiadi di Tokyo 1964 e di Città del Messico 1968, giocate contro il fratello Fred van Dorp, pallanuotista olandese.
Nel 1967 ha vinto 1 oro ai Giochi panamericani del 1963.
Nel 1982 è stato inserito nella USA Water Polo Hall of Fame.